# نیروی هوایی اندونزی
نیروی هوایی اندونزی (اندونزیایی: Tentara Nasional Indonesia-Angkatan Udara) نیروی هوایی زیرمجموعه نیروهای مسلح اندونزی است، که فعالیت خود را از سال ۱۹۴۶ آغاز کرد.